# Оползень в Шови (2023)
Оползень в Шови случился в 16:00 3 августа 2023 года. На грузинский курорт Шови в области Рача обрушился оползень, который привёл к человеческим жертвам. В первые сутки с места трагедии было эвакуировано 210 человек. 18 человек были обнаружены мёртвыми, ещё 18 считаются без вести пропавшими. Среди пострадавших — гражданка Украины Алина Поликовская и гражданка России Ксения Тричева.
Причиной трагедии стал вызванный оползнем селевой поток в долине реки Бубисцкали (груз. ბუბისწყალი), который накрыл территорию вокруг высокогорного курорта «Сансет Шови». Под водой оказались дома местных жителей и коттеджи курорта с отдыхающими.
Установлено, что к западу от ледника Буба произошёл обвал скального массива, который, придя в движение, столкнулся с ледником, вызвав обрушение его части, что могло привести к разливу подледниковых вод, после чего образовавшийся поток стал двигаться с большой скоростью в русле долины.